# Július Bobovnický
Július Bobovnický (* 12. července 1935 Nemčiňany) byl slovenský a československý lékař, po sametové revoluci politik a poslanec Sněmovny lidu Federálního shromáždění za Kresťanskodemokratické hnutie.

## Biografie
V roce 1953 složil maturitu na gymnáziu Zlaté Moravce, pak v letech 1953-1959 vystudoval Lékařskou fakultu Univerzity Komenského v Bratislavě. Od roku 1959 pracoval jako lékař v Nemocnici s poliklinikou v Skalici, kde se v roce 1965 stal primářem neurologického oddělení. Nebyl členem žádné politické strany. Během sametové revoluce se začal veřejně angažovat v Křesťanskodemokratickém hnutí. Byl jedním ze zakladatelů KDH ve svém regionu.
Ve volbách roku 1990 zasedl do Sněmovny lidu (volební obvod Západoslovenský kraj) za KDH. Mandát za KDH obhájil ve volbách roku 1992. Ve Federálním shromáždění setrval do zániku Československa v prosinci 1992. Ve federálním parlamentu zastával v souladu s politikou KDH kritický pohled na způsob dělení Československa zvolený v roce 1992 a požadoval referendum. Ve FS působil jako předseda zvláštního kontrolního orgánu pro kontrolu činnosti FBIS.